# 坂田倫子
坂田 倫子（さかた りんこ、1973年5月24日 - ）は、熊本県熊本市出身の卓球選手。姉が坂田和美、妹が坂田愛（ともに元・日本生命）という卓球3姉妹の2女。
熊本信愛女学院高校時代にインターハイ女子シングルスで優勝。日本大学を経て、実業団の健勝苑京都に所属した。1999年のジャパントップ12卓球大会では、決勝で妹の坂田愛との姉妹対決に勝利し、初優勝を飾った。シドニーオリンピック日本代表で、女子シングルスおよび女子ダブルスの2種目に出場した。シドニーオリンピックに出場した際の所属は「熊本スポーツ振興事業団」。熊本では実業団チームに所属していなかったので、母校の高校や慶誠高等学校、地元の実業団チームの練習に参加していた。
1999年のアイントホーフェン大会では、当時世界ランキング11位のタマラ・ボロシュに勝利、2000年のクアラルンプール大会にも出場した。

## 主な戦績
1991年
- 全国高等学校総合体育大会（インターハイ）女子シングルス 優勝

1999年
- 第4回ジャパントップ12卓球大会 女子シングルス 優勝